# سگ‌دو (فیلم ۱۹۶۰)
سگ‌دو (انگلیسی: The Rat Race) یک فیلم درام در سبک کمدی رمانتیک به کارگردانی رابرت مالیگن است که در سال ۱۹۶۰ منتشر شد.

## بازیگران
- تونی کرتیس
- دبی رینولدز
- جک اوکی
- دان ریکلس
- کی مدفورد
- نورمن فل
- جری مالیگن
- المر برنستاین (در عنوان‌بندی نیامده)
- مارجوری بِنِت
- سام بوته‌را
- لایزا دریک
- جو بوشکین
- استنلی آدامز
- هال کی. داسون